# Agrilus cyanopterus
Agrilus cyanopterus es una especie de insecto del género Agrilus, familia Buprestidae, orden Coleoptera.
Fue descrita científicamente por Fabricius, 1801.